# Ichneumon daisetsuzanus
Ichneumon daisetsuzanus är en stekelart som beskrevs av Tohru Uchida 1927. Ichneumon daisetsuzanus ingår i släktet Ichneumon och familjen brokparasitsteklar. Inga underarter finns listade i Catalogue of Life.